# (36181) 1999 TT10
1999 TT10 (asteroide 36181) é um asteroide da cintura principal. Possui uma excentricidade de 0.09242520 e uma inclinação de 11.21897º.
Este asteroide foi descoberto no dia 8 de outubro de 1999 por Korado Korlević e Mario Juric em Visnjan.